# Xorides ruficeps
Xorides ruficeps är en stekelart som först beskrevs av Cameron 1903.  Xorides ruficeps ingår i släktet Xorides och familjen brokparasitsteklar. Inga underarter finns listade i Catalogue of Life.